# Псиландер, Вальдемар Эйнар
Вальдемар Эйнар Псиландер (дат.  Valdemar Einar Psilander; 9 мая 1884 — 6 марта 1917) — датский киноактёр эпохи немого кино.

## Биография
Вальдемар Псиландер родился в Копенгагене 9 мая 1884 года. С 1901 играл в театре. В 1910 году начал сниматься в кино. Псиландер был одним из первых актёров, ставших «звездой кино» — главным фактором, привлекающим публику к просмотру фильма. Пользовался популярностью в России своего времени, где также был известен под псевдонимом Гаррисон.
Имея амплуа ярко выраженного героя-любовника, Псиландер завоевал симпатии публики глубоким погружением в роль, лиричностью и изяществом представления персонажей. За семь лет карьеры снялся в более чем 80 фильмах. В 1916 году открыл собственную киностудию «Псиландер-фильм». Лучшим фильмом Вальдемара Псиландера признаётся последний — «Клоун» режиссёра Августа Сандберга .
Вальдемар Псиландер ушёл из жизни на пике карьеры 6 марта 1917 года. Причиной смерти по разным источникам было самоубийство или месть некоего русского соперника.

## Избранная фильмография
- «Дездемона» (1911) — Отелло
- «Балерина» (1911) — художник Пауль
- «Революционная свадьба» (1914) — Марк Аррон
- «Клоун» (1916) — клоун Джо Хиггинс